# Charles Foster (Politiker)

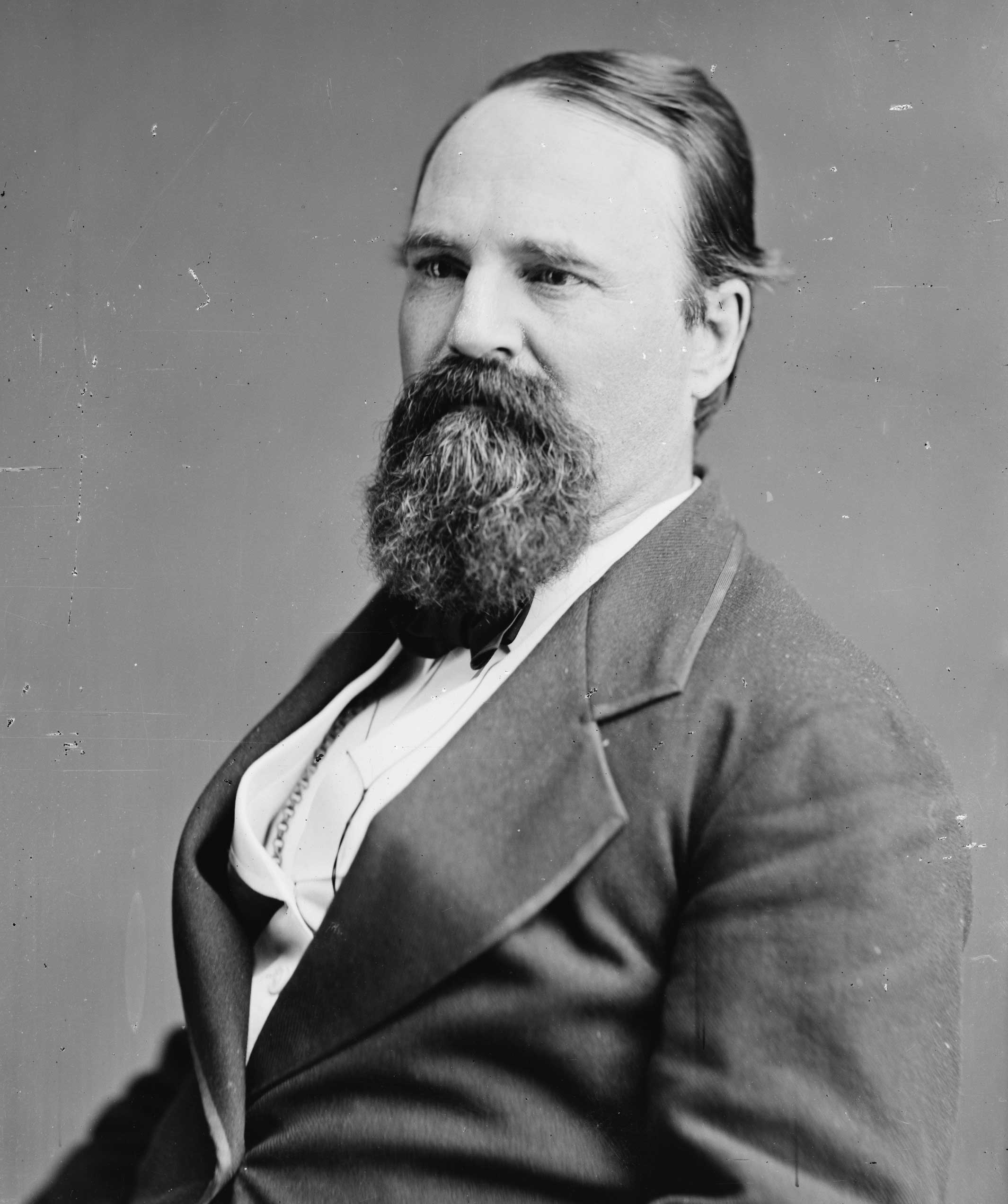
Charles Foster (ca. 1870)

Charles William Foster, Jr. (* 12. April 1828 im Seneca County, Ohio; † 9. Januar 1904 in Fostoria, Ohio) war ein US-amerikanischer Geschäftsmann, republikanischer Politiker, Gouverneur von Ohio und US-Finanzminister.

## Frühe Jahre
Nach der Schulausbildung arbeitete er zunächst im Einzelhandel und anschließend in einer Bank. 1846 wurde er im Alter von 18 Jahren zunächst Partner und bereits ein Jahr später Chef des väterlichen Einzelhandelsgeschäfts. Seine erfolgreiche Geschäftsführung ermöglichte es ihm bald, auch in Eisenbahnen und Banken zu investieren, so dass er schließlich ein wohlhabender Mann wurde. Als 1854 seine Geburtsstadt Rome mit der Nachbarstadt Risdon zusammengelegt wurde, wurde die neugeschaffene Stadt ihm zu Ehren Fostoria benannt. Er wurde anschließend auch zum ersten Bürgermeister der Stadt gewählt.

## Politische Laufbahn

### Kongressabgeordneter
Seine eigentliche politische Laufbahn begann er im Jahr 1870 mit der erfolgreichen Wahl zum republikanischen Abgeordneten im US-Repräsentantenhaus. Dort vertrat er vom 4. März 1871 bis zum 3. März 1879 zunächst den 9. und dann ab 1873 den 10. Wahldistrikt von Ohio. 1876 war er Mitglied in der Kommission zur Auszählung der umstrittenen Präsidentschaftswahl zwischen Rutherford B. Hayes und Samuel J. Tilden. Er war dabei einer von acht republikanischen Vertretern; die Demokratische Partei stellte sieben Mitglieder. Das Ergebnis fiel dann auch mit 8:7 für den Republikaner Hayes aus. 1878 unterlag Foster bei seiner erneuten Kandidatur für das Repräsentantenhaus.

### Gouverneur von Ohio

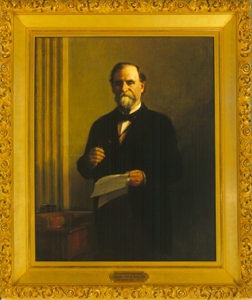
Porträt von Charles Foster im US-Finanzministerium

Im Jahr 1879 wurde Foster als Kandidat seiner Partei zum neuen Gouverneur seines Staates gewählt. Er trat sein neues Amt am 12. Januar 1880 an. Nach einer Wiederwahl im Jahr 1881 konnte er es bis zum 14. Januar 1884 ausüben. In seiner Amtszeit wurde die Verwaltung reformiert. Die Steuer auf alkoholische Getränke wurden erhöht und die Infrastruktur des Landes verbessert.

### Finanzminister der Vereinigten Staaten
Nach dem Ende seiner Gouverneurszeit zog er sich für einige Jahre aus dem politischen Leben zurück. Erst 1890 kandidierte er erfolglos als Senator. Nach dem Tod von William Windom am 29. Januar 1891 berief ihn Präsident Benjamin Harrison als Finanzminister in sein Kabinett. In seine Amtszeit fiel insbesondere die Umsetzung des Silberstandards durch das Sherman-Silberankaufsgesetz (Sherman Silver Purchase Act) von 1890. In der Folgezeit gelang ihm die Bildung einer finanziellen Rücklage, die die Folgen der Wirtschaftskrise von 1893 abmildern konnte.

## Weiterer Lebenslauf
Nach dem Ende der Amtszeit von Präsident Harrison am 6. März 1893 zog Foster sich aus dem politischen Leben zurück. Er war jedoch seit 1887 Präsident des Treuhändergremiums des State Hospital in Toledo. sowie seit 1895 Präsident der Vereinigung der Treuhänder und Angestellten der Krankenhäuser für Geisteskranke. Beide Ämter übte er bis zu seinem Tod aus. Charles Foster war mit Ann M. Olmsted verheiratet, mit der er zwei Kinder hatte.